# 頭城交流道
頭城交流道是蔣渭水高速公路上的一個交流道，橫跨宜蘭縣頭城鎮和礁溪鄉，與宜蘭交流道、羅東交流道、蘇澳交流道同為宜蘭縣的重要聯外交流道，也是雪山隧道南下後第一個交流道。

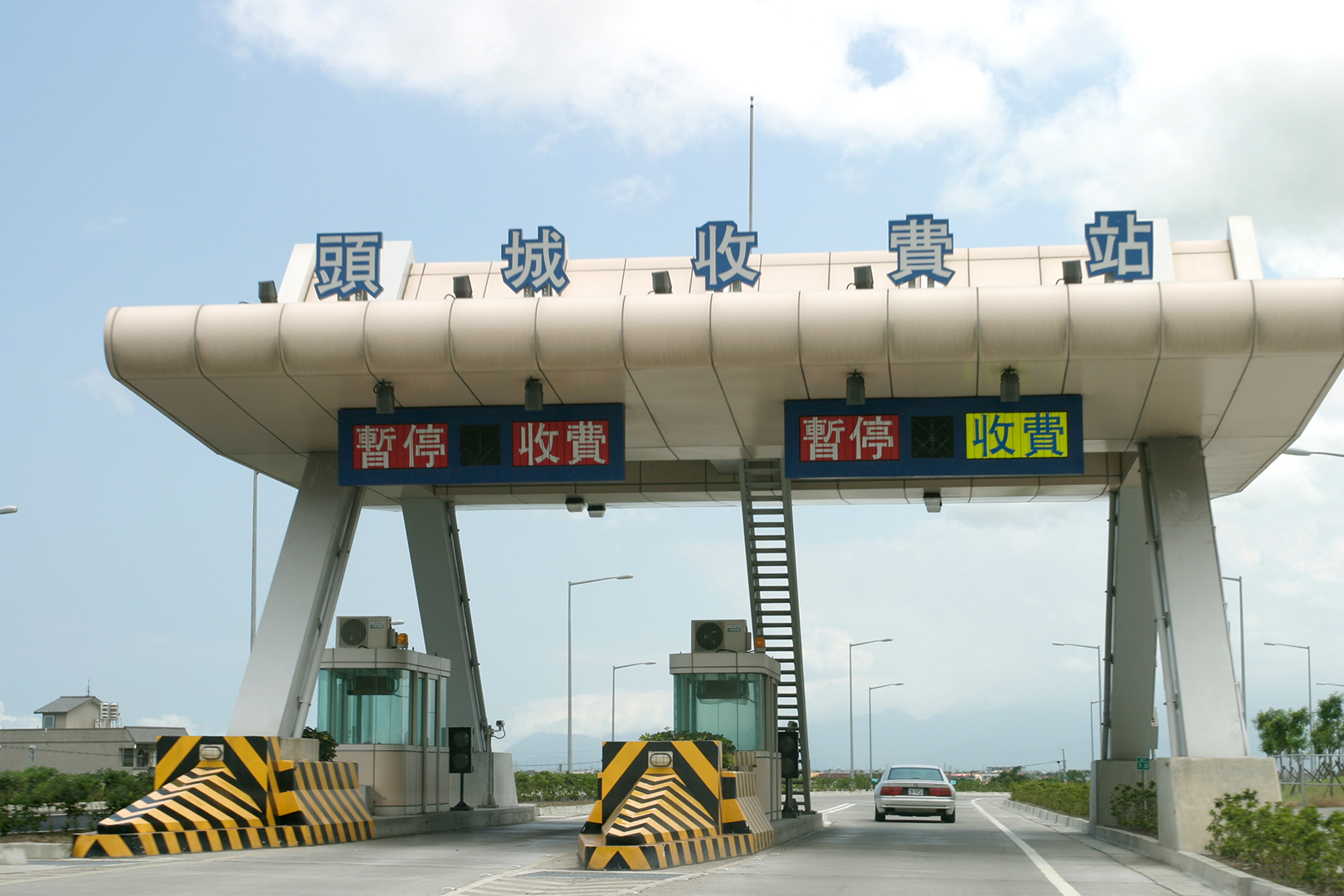
頭城收費站（現因全面實施計程收費而被拆除）

|              | 30 頭城 | 南 下 |      | 頭城 |
|              | 30 頭城 | 南 下 | 礁溪 |      |
| 東北角風景區 | 30 頭城 | 南 下 |      |      |
| 北 上        | 30 頭城 |       | 礁溪 |      |
| 北 上        | 30 頭城 | 頭城  |      |      |

## 簡述
頭城交流道每逢假日車輛大排長龍，為舒緩壅塞及行車更順暢，交通部高速公路局於2016年撥款3億6700萬餘元進行上下匝道闢建工程，於縣道191號起點上新增一處北上入口及南下出口匝道，於2015年4月開工，並同步拓寬與匝道附近聯絡礁溪地區的宜4線，使選擇縣道191號替代國道五號之車流增加，已於2018年10月28日通車。

## 外部連結
- 國道五號頭城交流道示意圖 （页面存档备份，存于）（交通部高速公路局）